# Spielberk Towers
Las Torres Spielberk son dos rascacielos en Brno, República Checa. Las torres son parte del complejo Centro de Oficinas Spielberk. Las torres se denominan la Torre A y Torre B. La torre más baja se llama la Torre A y la torre más alta se denomina Torre B. La Torre A es de 53 metros de altura y la más alta es de 85 metros de altura. La torre más alta tiene 21 plantas y 3 plantas bajas. El edificio ha recibido un certificado BREEAM excepcional. La construcción del edificio comenzó en 2007, pero fue detenido a causa de la crisis financiera. La construcción fue reiniciada en junio de 2010. La Torre B se completó en 2012.